# مدير ثقافي
المدير الثقافي هو الشخص الذي يعمل بدافع التطور الفني، ويعمل باستقالالية واحترافية مع المعرفة الخاصة بالمواد و يطور العمل بصفته وسيط بين الهيئات الثقافية الخاصة و/أو الحكومية مع الفنانين من مختلف الأماكن لتتمفصل أعمالهم في السوق و ترويجها وانتشارها على الصعيد الوطني والدولي.
والمدير الثقافي يعمل من خلال البحث عن مقاييس محددة للنجاح، ودائما ما ينوي بتطوير الحضارة ويبحث عن التماسك الفعّال بين المجتمع والقطاع الحكومي والقطاع الخاص والفنانين. والعمل الخاص بإدارة الحضارة يطرح تحديات التعلم في مختلف الأماكن، مثل : الإدارة التنفيذية للموارد الاقتصادية، والتدريب، والاتصال الفني.
والإدارة الثقافية هي مهنة جديدة. والشخص المُكرَّس لهذا العمل هو الذي يتمثل بامتلاك القدرات ليُظهِر ويفسر الموهبة، ومعرفة كيفية تأسيس حوار مع فنانين ليربطهم بمشاريع ثقافية حضارية ليتطور.
والجامعات التي تقدم شهادات في مجال الإدارة الثقافية تتضمن جامعة أنتيوكيا (UdeA)، وهيئة العلوم الاجتماعية الأمريكية اللاتينية، وجامعة تشيلي، وجامعة قرطبة (إسبانيا)، وجامعة كولومبيا الوطنية، وجامعة برشلونة، وجامعة بيورا.